# Chorizanthe cuspidata
Chorizanthe cuspidata S.Watson – gatunek rośliny z rodziny rdestowatych (Polygonaceae Juss.). Występuje naturalnie w południowo-zachodnich Stanach Zjednoczonych – w Kalifornii. 

## Morfologia
PokrójRoślina jednoroczna dorastająca do 5–20 cm wysokości. Pędy są owłosione.
LiścieBlaszka liściowa liści odziomkowych ma odwrotnie lancetowaty kształt. Mierzy 10–50 mm długości oraz 4–7 mm szerokości. Ogonek liściowy jest owłosiony i osiąga 10–30 mm długości.
KwiatyZebrane w wierzchotki jednoramienne, rozwijają się na szczytach pędów. Okwiat ma obły kształt i barwę od białej do różowej lub czerwonej, mierzy do 2–3 mm długości.
OwoceNiełupki o kulistym kształcie, osiągają 2–3 mm długości.

## Biologia i ekologia
Rośnie w lasach sosnowych, zaroślach oraz na łąkach, na terenach nizinnych. Kwitnie od kwietnia do lipca. 

## Zmienność
W obrębie tego gatunku wyróżniono jedną odmianę:
- Chorizanthe cuspidata var. villosa (Eastw.) Munz